# Алло, Одри
Батафоэ Н’Гнорон Жанн Одри Ларисса Алло (итал. Batafoé N'Gnoron Jeanne Audrey Larissa Alloh; род. 21 июля 1987, Абиджан) — итальянская легкоатлетка ивуарийского происхождения, специалистка по бегу на короткие дистанции. Выступала на профессиональном уровне в 2000-х и 2010-х годах, чемпионка Всемирной Универсиады и Средиземноморских игр, чемпионка Италии в беге на 100 метров, многократная победительница и призёрка первенств национального значения, участница летних Олимпийских игр в Пекине.

## Биография
Одри Алло родилась 21 июля 1987 года в Абиджане, Кот-д’Ивуар. В 1998 году переехала на постоянное жительство во Флоренцию, Италия.
С 2003 года успешно выступала на различных стартах национального уровня в спринтерских дисциплинах, в 2005 году получила итальянское гражданство.
Впервые заявила о себе на международном уровне в сезоне 2006 года, когда вошла в состав итальянской сборной и выступила в эстафете 4 × 100 метров на юниорском мировом первенстве в Пекине.
В 2007 году бежала 100 метров и эстафету 4 × 100 метров на молодёжном европейском первенстве в Дебрецене и на Всемирной Универсиаде в Бангкоке.
В 2008 году в эстафете 4 × 100 метров стала третьей на Кубке Европы в Анси, установив при этом национальный рекорд Италии — 43,04. Благодаря череде удачных выступлений удостоилась права защищать честь страны на летних Олимпийских играх в Пекине — здесь в программе эстафеты 4 × 100 метров на предварительном квалификационном этапе их команду дисквалифицировали.
В 2009 году на Всемирной Универсиаде в Белграде дошла до полуфинала в индивидуальном беге на 100 метров и одержала победу в эстафете 4 × 100 метров, стартовала в тех же дисциплинах на молодёжном европейском первенстве в Каунасе.
Бежала эстафету на чемпионате Европы 2010 года в Барселоне, не прошла дальше предварительного квалификационного забега.
В 2011 году помимо прочего стартовала на командном чемпионате Европы в Стокгольме.
В 2012 году выиграла зимний чемпионат Италии в беге на 60 метров, выступила на чемпионате мира в помещении в Стамбуле. Позднее в беге на 100 метров победила на летнем чемпионате Италии в Брессаноне, принимала участие в чемпионате Европы в Хельсинки.
В 2013 году бежала 60 метров на чемпионате Европы в помещении в Гётеборге. На Средиземноморских играх в Мерсине была пятой в индивидуальном беге на 100 метров и завоевала золото в эстафете 4 × 100 метров. Также в 100-метровой дисциплине финишировала восьмой на Всемирной Универсиаде в Казани, выступила в эстафете на чемпионате мира в Москве.
В 2014 году участвовала в чемпионате мира в помещении в Сопоте, командном чемпионате Европы в Брауншвейге. На чемпионате Европы в Цюрихе дошла до полуфинала в 100-метровом беге и заняла четвёртое место в эстафете 4 × 100 метров.
В 2015 году остановилась в полуфинале 60 метров на чемпионате Европы в помещении в Праге, отметилась выступлением на чемпионате мира по легкоатлетическим эстафетам в Нассау.
В 2016 году заняла восьмое место в эстафете 4 × 100 метров на чемпионате Европы в Амстердаме.
В 2017 году выступала на командном чемпионате Европы в Лилле, на чемпионате мира по эстафетам в Нассау.
В 2018 году стала седьмой в эстафете 4 × 100 метров на чемпионате Европы в Берлине.